# Анхель Санс Бріс
Анхель Санс Бріс (ісп. Ángel Sanz Briz; 28 вересня 1910, Сарагоса — 11 червня 1980, Рим) — іспанський дипломат часів франкістської Іспанії, відомий своєю діяльністю з порятунку угорських євреїв під час Голокосту. 

## Біографія
Народився в Сарагосі у 1910 році. Вивчав право в Мадридському університеті. З 1933 року служив у дипломатичному корпусі Іспанії. 
На початку громадянської війни в Іспанії приєднався до фракції націоналістів, почавши працювати водієм вантажівки в одному з підрозділів армії Франсиско Франко, створеному у 1937 році під командуванням генерала Хуана Ягуе. При цьому республіканський уряд офіційно звільнив його зі служби лише 1 квітня 1937 року, коли він уже давно перейшов на бік ворога в громадянській війні.

## Діяльність під час Другої світової війни

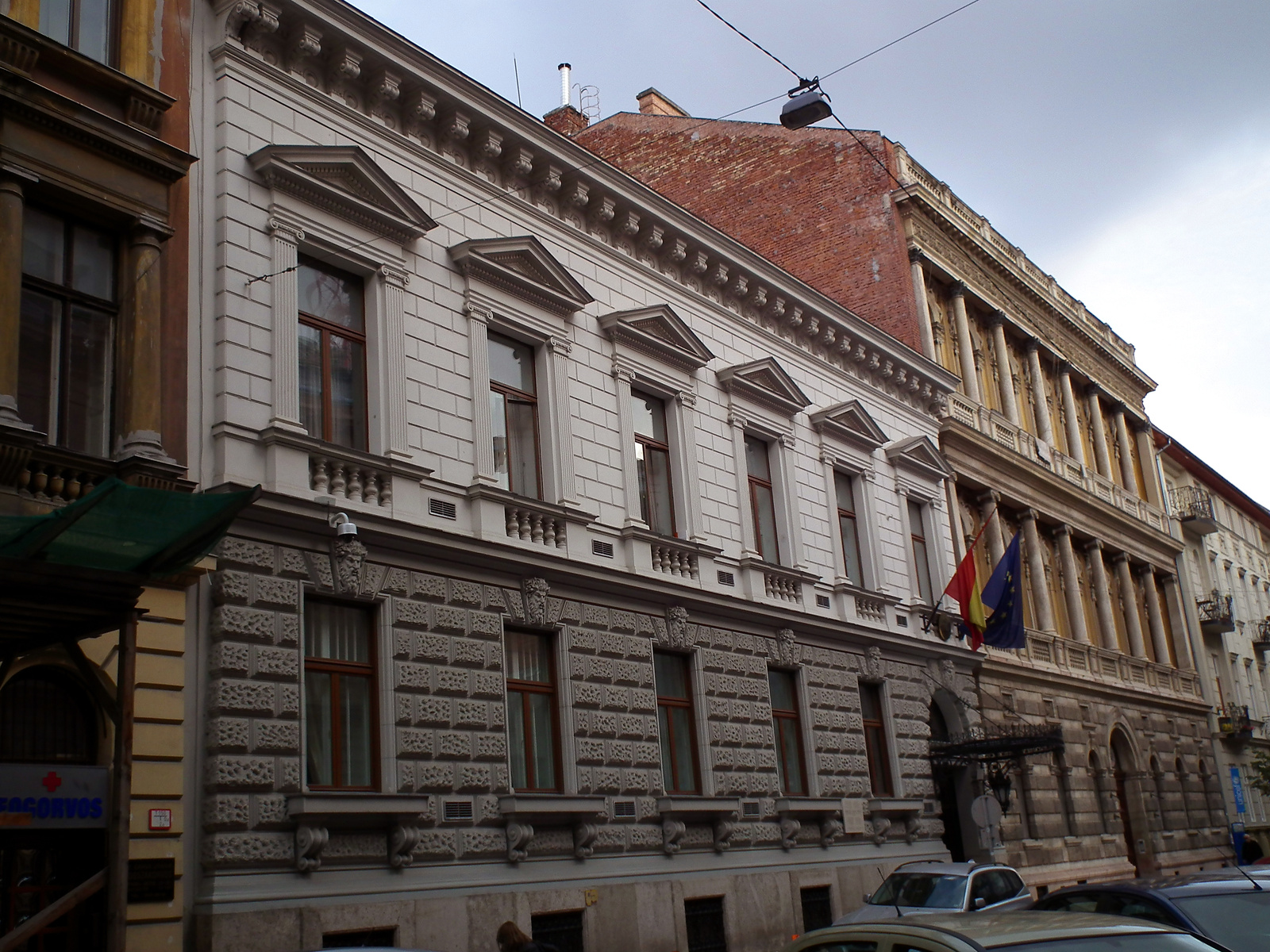
Посольство Іспанії в Будапешті, де працював Анхель Санс Бріс

У 1944 році Анхель Санс Бріс працював дипломатичним представником Іспанії в Будапешті, Угорщина. У цей час нацистська Німеччина та угорський уряд готували масову депортацію євреїв до табору смерті Аушвіц.
Використовуючи свій дипломатичний статус, Санс Бріс видавав тисячі захисних листів іспанського консульства, які визнавали власників підданими Іспанії сефардського походження. Він орендував будівлі в Будапешті, де розміщував врятованих євреїв під захистом іспанського прапора. Анхель Санс Бріс переконав угорську владу в тому, що Іспанія під керівництвом голови уряду Мігеля Прімо де Ривери надала іспанське громадянство нащадкам сефардських євреїв, вигнаних з Іспанії у 1492 році. Прімо де Ривера справді підписав такий указ 20 грудня 1924 року, але його було скасовано у 1930 році, про що угорській владі не було відомо. Анхель Санс Бріс звітував про свої дії до Міністерства закордонних справ Іспанії, яке зберігало мовчання, але й не забороняло видавати паспорти євреям. У серпні 1944 року, спираючись на розповіді двох утікачів французьких полонених, він надіслав своєму уряду звіт із детальним описом геноциду в концтаборі Аушвіц.
Завдяки його зусиллям близько п’яти тисяч угорських євреїв уникнули депортації в Аушвіц. За цю діяльність його прозвали «Ангелом Будапешта» та «іспанським Шиндлером».
Коли радянська Червона армія наближалася до міста, Сансу Брісу наказали залишити Угорщину. Перед від'їздом він передав свої повноваження італійському бізнесмену Джорджо Перласка, який під виглядом консула продовжив видачу документів і рятування євреїв.

## Післявоєнна кар'єра

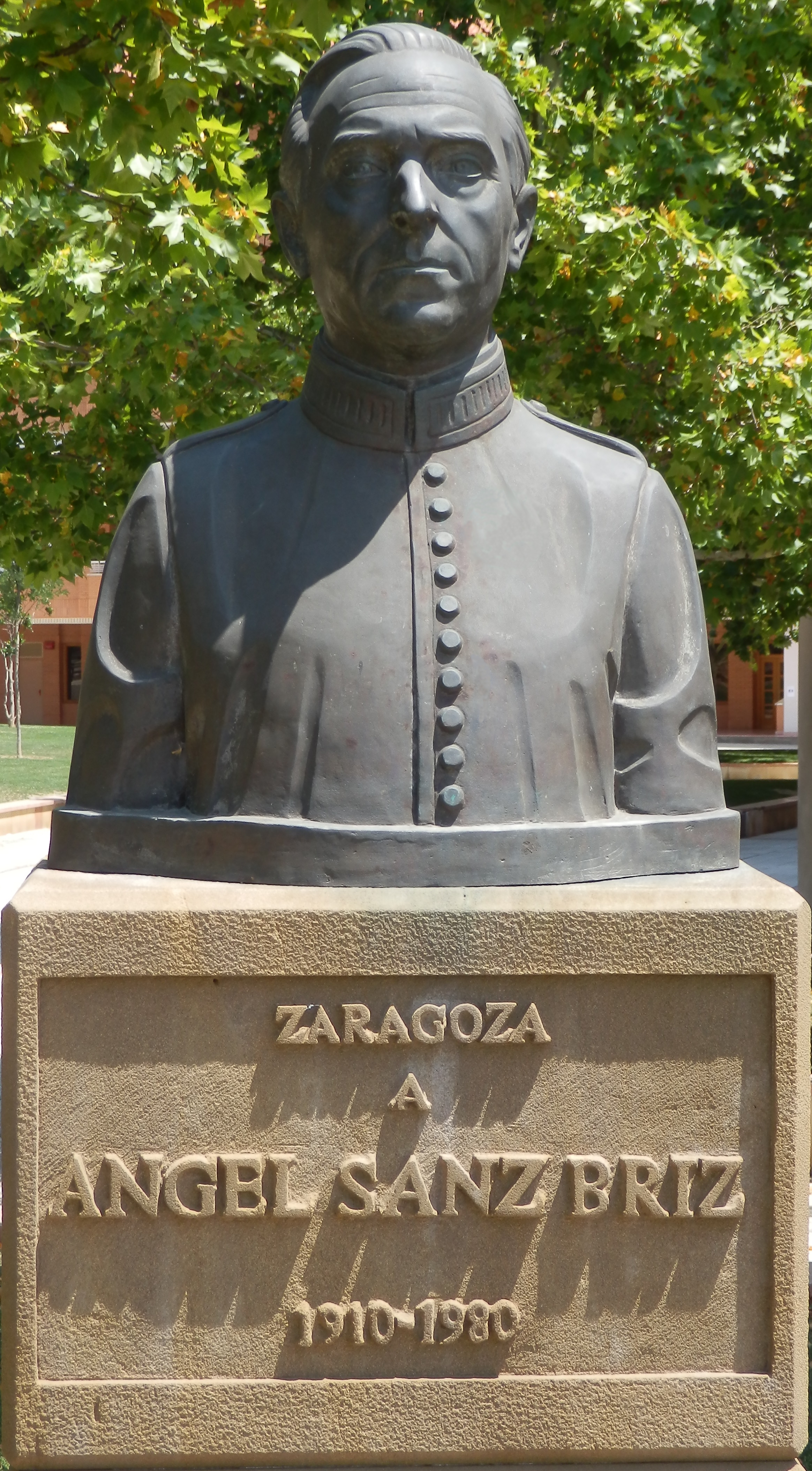
Бюст Анхеля Санса Бріса в Сарагосі

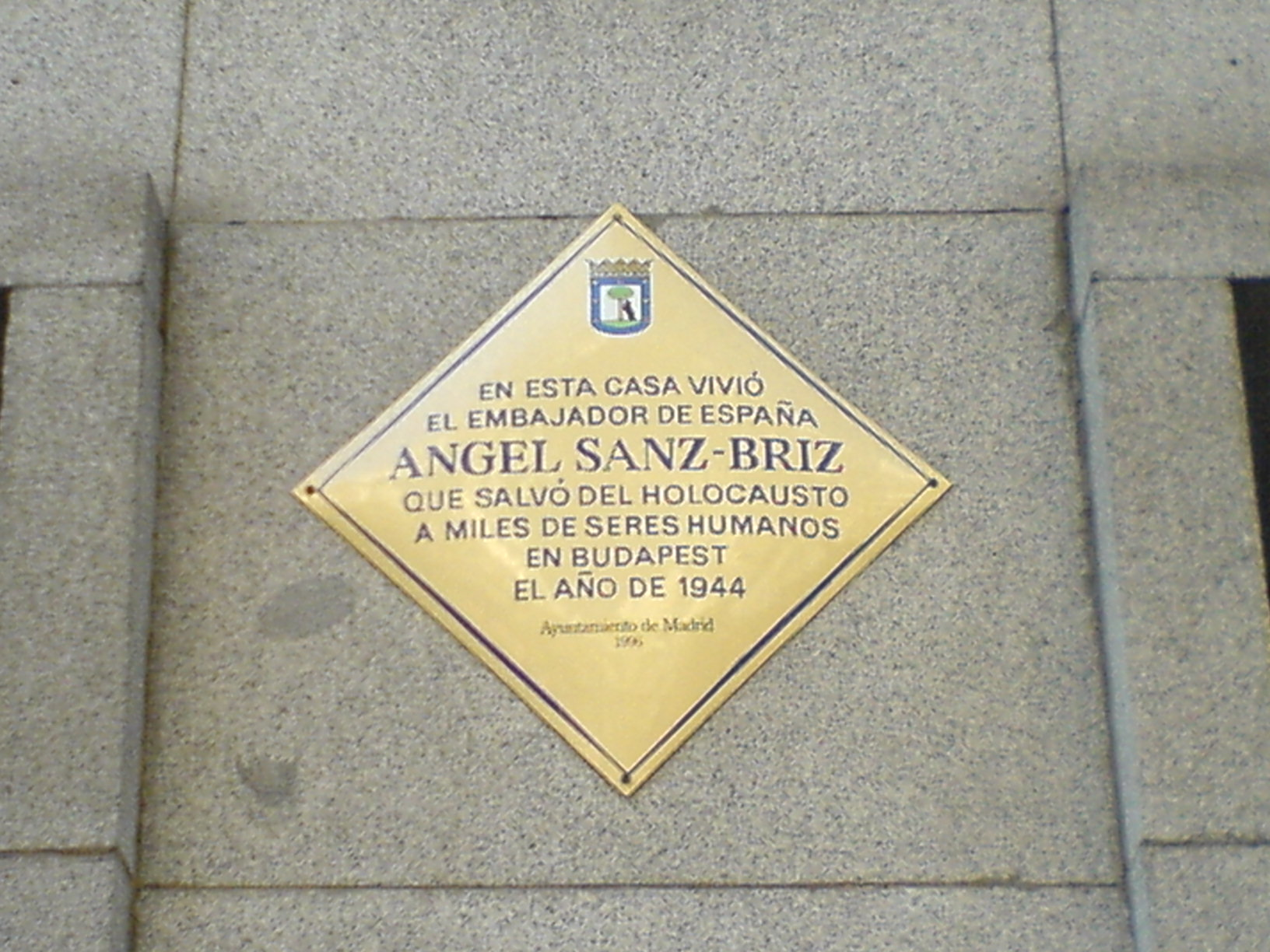
Меморіальна дошка Анхеля Санса Бріса в Мадриді

Після війни Санс Бріс продовжив дипломатичну службу. Працював послом Іспанії у Гватемалі, США, Єгипті та Італії. Анхель Санс Бріс особисто розповідав про те, як йому вдалося врятувати життя багатьох євреїв, у книзі Федеріко Ісарта «Los judíos en España» (1973). У 2011 році за мотивами його біографії вийшов іспанський телесеріал «El ángel de Budapest», заснований на книзі Дієго Карседо «Un español Frente al Holocausto».
Помер у Римі в 1980 році.

## Визнання
У 1966 році Яд ва-Шем визнав Анхеля Санса Бріса одним з Праведників народів світу. Він є першим іспанцем, який отримав це звання. Загалом дев’ятеро іспанців удостоєні цього звання.
У 1994 році уряд Угорщини посмертно нагородив його Орденом Заслуг. У 2015 році одну з вулиць Будапешта було перейменовано на його честь — вона отримала назву «Angel Sanz Briz Avenue».

## Пам'ять
- У Будапешті встановлена меморіальна дошка на будівлі колишнього іспанського посольства.
- В Іспанії його іменем названі вулиці та школи.